# FK KAMAZ Naberežnije Čelni
KAMAZ (ruski: КАМАЗ) je ruski nogometni klub iz grada Naberežnje Čelnih u Tatarskoj.

## Vanjske poveznice
- http://www.fckamaz.ru Službene klupske stranice